# Bolognano
Bolognano là một đô thịthuộc tỉnh Pescara trong vùng Abruzzo của Ý. Ý. Đô thị này có diện tích 16 km², dân số 1266 người. Các làng trực thuộc: Musellaro, Piano d'Orta. Các đô thị giáp ranh gồm:
Caramanico Terme, Castiglione a Casauria, Salle, San Valentino in Abruzzo Citeriore, Scafa, Tocco da Casauria, Torre de' Passeri